# جامعة النبراس الأهلية
جامعة النبراس الاهلية هي جامعة أهلية تقع في قضاء العلم ضمن محافظة صلاح الدين ، أسست عام 2024، تضم العديد من الكليات

## كليات الجامعة وأقسامها
تضم ثلاثة كليات وهي:
كلية التقنيات الطبية والصحية وتضم الأقسام التالية:
قسم تقنيات المختبرات الطبية
قسم تقنيات البصرية
قسم تقنيات صناعة الأسنان
كلية العلوم الإسلامية وتضم الأقسام التالية:
قسم الشريعة
قسم أصول الدين
قسم العقيدة والفكر الإسلامي
كلية القانون